# Doninha
O nome Doninha pode-se referir a vários pequenos mamíferos carnívoros das famílias dos mustelídeos e dos mefitídeos:
Mustelídeos:
- Doninha-anã, Mustela nivalis[1]
- Vison-europeu, por vezes referido como doninha-europeia, Mustela lutreola
- Doninha-amazônica, Mustela africana[2]
- Doninha-siberiana, Mustela sibirica
- Doninha-das-montanhas, Mustela altaica
- Doninha-de-nuca-branca, Poecilogale albinucha

Mefitídeos:
- Doninha-fedorenta ou cangambá, Mephitis mephitis